# Alan Ibrahimagic
Alan Ibrahimagic (* 5. März 1978 in Belgrad) ist ein australisch-bosnischer Basketballtrainer.

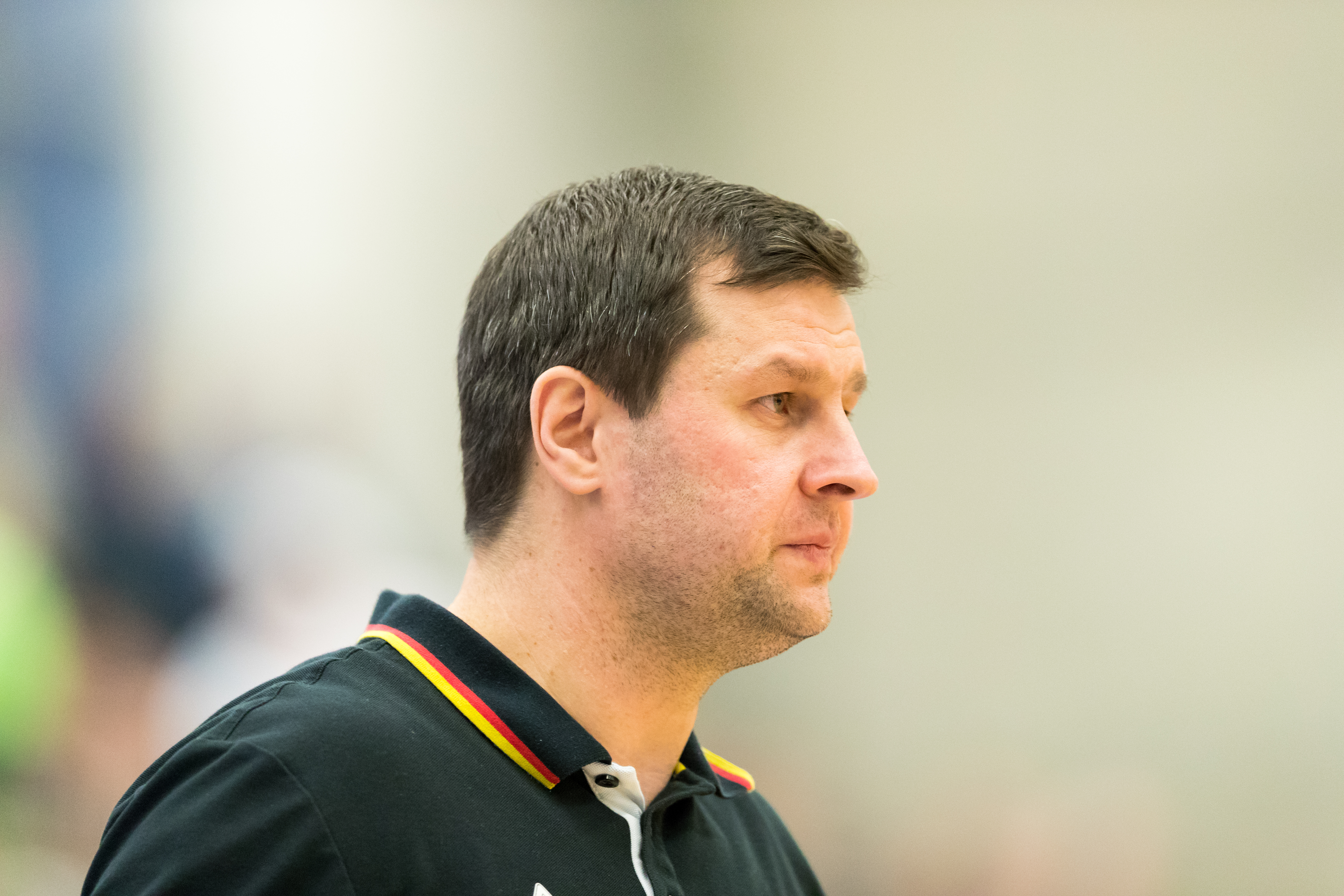
Alan Ibrahimagic im Jahr 2018

## Laufbahn
Ibrahimagic wuchs zunächst in Jugoslawien auf und kam mit 14 Jahren nach Berlin. Er spielte Basketball in der Jugendabteilung des VfB Hermsdorf und später in der Herrenmannschaft des Vereins in der 2. Regionalliga. Zwischen 1996 und 1998 gehörte er zum Zweitliga-Kader des TuS Lichterfelde.
Von 1998 bis 2001 lebte Ibrahimagic in Australien und nahm die australische Staatsbürgerschaft an. 2001 kehrte er nach Berlin zurück, bis 2003 spielte er für die Hermsdorfer Mannschaft.
Ibrahimagic begann beim VfB Hermsdorf als Jugendtrainer und war als solcher danach bei IBBA Berlin (bis 2009) tätig. Von 2007 bis 2009 war er zudem Co-Trainer der deutschen U20-Nationalmannschaft. Gleichzeitig betreute er die Herrenmannschaft des VfB Hermsdorf und führte diese 2009 zum Aufstieg in die 1. Regionalliga. Die U16-Mannschaft von Alba Berlin führte er 2010 zur Vizemeisterschaft in der Jugend-Basketball-Bundesliga, des Weiteren war er Co-Trainer bei der zweiten Herrenmannschaft von Alba Berlin.
Im Spieljahr 2011/12 arbeitete er als Co-Trainer von Gordon Herbert für Albas Bundesliga-Herren, in der Saison 2012/13 wirkte er ebenfalls als „Co“ für den Berliner Bundesliga-Konkurrenten Neckar Riesen Ludwigsburg.
Im Sommer 2013 übernahm Ibrahimagic den Posten des hauptamtlichen Bundestrainers der deutschen U16-Nationalmannschaft. Zudem betreute er im Sommer 2017 die deutsche U19-Auswahl bei der Weltmeisterschaft in Ägypten und führte die Mannschaft auf den fünften Platz. Im November 2017 wurde er zusätzlich Assistent von Bundestrainer Henrik Rödl in der deutschen Herren-Nationalmannschaft. Ende März 2018 wurde Ibrahimagic vom DBB darüber hinaus die Aufgabe übergeben, die U20-Nationalmannschaft im Vorfeld und während der Heim-EM im Juli 2018 in Chemnitz zu betreuen.
Im April 2018 führte er die deutsche U18-Nationalmannschaft zum Gewinn des Albert-Schweitzer-Turniers. Im Juli desselben Jahres errang die deutsche U20 unter seiner Leitung die Bronzemedaille bei der Heim-EM in Chemnitz. Damit war Ibrahimagic für das Erreichen des „größten Erfolgs für eine männliche Nachwuchs-Nationalmannschaft seit 35 Jahren“ verantwortlich. Im Juli 2019 wurde die von ihm betreute deutsche U20-Nationalmannschaft Dritter der Europameisterschaft. In seiner Funktion als Assistenztrainer der deutschen Herrennationalmannschaft nahm er an den 2021 ausgetragenen Olympischen Sommerspielen 2020 teil.
Im Sommer 2024 wurde Deutschland unter seiner Leitung U18-Europameister. Bei U19-Weltmeisterschaft 2025 führte Ibrahimagic die deutsche Mannschaft ins Endspiel, das gegen die Vereinigten Staaten verloren wurde. Wenige Wochen später betreute er die deutsche A2-Nationalmannschaft bei der Sommeruniversiade in Nordrhein-Westfalen und erreichte mit ihr den vierten Platz.